# 电阻
在電磁學裡，電阻（英語：resistance）是一個物體對於電流通過的阻礙能力，以方程式定義為：
{\displaystyle R\ {\stackrel {def}{=}}\ {\frac {V}{I}}}；
其中，{\displaystyle R}為電阻，{\displaystyle V}為物體兩端的電壓，{\displaystyle I}為通過物體的電流。
假設一个物體具有均勻截面面積，則其電阻與電阻率、長度成正比，與截面面積成反比。
在國際單位制中，電阻的單位為歐姆（Ω，Ohm）。電阻的倒數為電導，單位為西門子（S）。
假設溫度不變，則很多種物質會遵守歐姆定律，即這些物質所組成的物體，其電阻為常數，不跟電流或電壓有關，一般稱這些物質為「歐姆物質」；不遵守歐姆定律的物質為「非歐姆物質」。
在電路符號中，常以前綴R表示恆定電阻的電阻值，例如R1、R02、R100等。

## 導體與電阻器

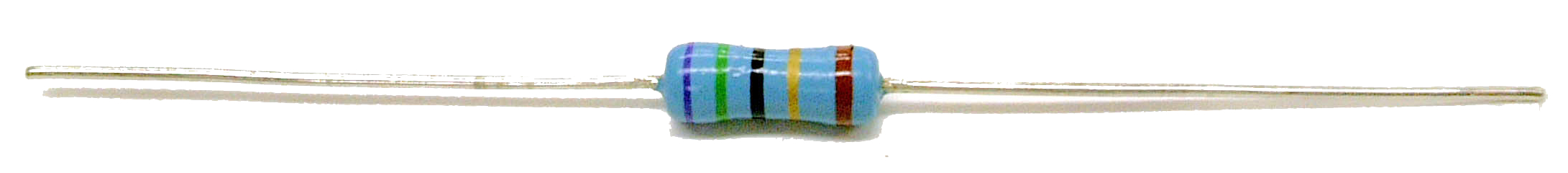
一个6.5 MΩ的电阻器，其外表色碼标识出它的电阻值。电阻表可以用来验证它的电阻值。

像電線一類的物體，具有低電阻，可以很有效率地傳輸電流，這類物體稱為「導體」。通常導體是由像銅、金和銀一類具有優等導電性質的金屬製造，或者次等導電性質的鋁。電阻器是具有特定電阻的電路元件。製備電阻器所使用的原料有很多種；應該使用哪種原料，要視指定的電阻、能量耗散、準確度和成本等因素而定。

### 直流電

處於均勻外電場的均勻截面導體（例如，電線）。

在物理學裏，對於物質的微觀層次電性質研究，會使用到的歐姆定律，以向量方程式表達為
{\displaystyle \mathbf {E} =\rho \mathbf {J} }；
其中，{\displaystyle \mathbf {E} }是電場，{\displaystyle \rho }是電阻率，{\displaystyle \mathbf {J} }是電流密度。
在導體內任意兩點g、h，定義電壓為將單位電荷從點g移動到點h，電場力所需做的機械功：
{\displaystyle V_{gh}{\stackrel {def}{=}}\ {\frac {\mathrm {d} w}{\mathrm {d} q}}=\int _{g}^{h}{\mathbf {E} \cdot \mathrm {d} \mathbf {l} }=\rho \int _{g}^{h}{\mathbf {J} \cdot \mathrm {d} \mathbf {l} }}；
其中，{\displaystyle V_{gh}}是電壓，{\displaystyle w}是機械功，{\displaystyle q}是電荷量，{\displaystyle \mathrm {d} \mathbf {l} }是微小線元素。
假設，沿著積分路徑，電流密度{\displaystyle \mathbf {J} =J{\hat {\mathbf {l} }}}為均勻電流密度，並且平行於微小線元素：
{\displaystyle \mathrm {d} \mathbf {l} =\mathrm {d} l{\hat {\mathbf {l} }}}；
其中，{\displaystyle {\hat {\mathbf {l} }}}是積分路徑的單位向量。
那麼，可以得到電壓：
{\displaystyle V_{gh}=J\rho l}；
其中，{\displaystyle l}是積分路徑的徑長。
假設導體具有均勻的電阻率，則通過導體的電流密度也是均勻的：
{\displaystyle J=I/a}；
其中，{\displaystyle a}是導體的截面面積。
電壓{\displaystyle V_{gh}}簡寫為{\displaystyle V}。電壓與電流成正比：
{\displaystyle V=V_{gh}=I\rho l/a}。
總結，電阻與電阻率的關係為
{\displaystyle R=\rho l/a}。
假設{\displaystyle J>0}，則{\displaystyle V>0}；將單位電荷從點g移動到點h，電場力需要作的機械功{\displaystyle w>0}。所以，點g的電勢比點h的電勢高，從點g到點h的電勢差為{\displaystyle -V}。從點g到點h，電壓降是{\displaystyle V}；從點h到點g，電壓升是{\displaystyle V}。

### 交流電
假設電線傳導的電流是高頻率交流電，則由於趨膚效應，電線的有效截面面積會減小。假設平行排列幾條電線在一起，則由於鄰近效應，每一條電線的有效電阻會大於單獨電線的電阻。對於普通家用交流電，由於頻率很低，這些效應非常微小，可以忽略這些效應。

## 測量電阻

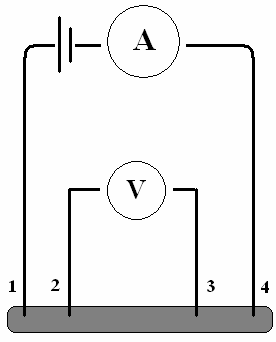
四端點量測技術可以用來準確地測量點2與點3之間的電阻。

電阻計是測量電阻的儀器。由於探針電阻和接觸電阻會造成電壓降，簡單電阻器不能準確地測量低電阻。高準確度測量工作必須使用四端点测量技术（four-terminal measurement technology）。

### 能帶理論概述

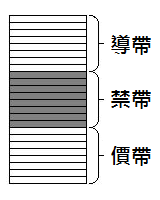
絕緣體的電子能級。

根據量子力学，束縛於原子內部的電子，其能量不能假定為任意數值，而只能占有某些固定能级，在這些能級之間的數值不可能是電子的能量。這些能級可以分為兩组，一組稱為導帶，另一組稱價帶。導带的能級通常比較高一些。處於導帶的電子可以自由地移動於物體內部。
在絕緣體和半導體中，原子之間會相互影響，使得導帶和價帶之間出現能隙，電子無法處於能隙。為了要產生電流，必須給予電子相當大的能量，協助電子從價帶，跳過能隙，進入導帶。因此，即使對這些物質施加很大的电壓，產生的電流仍舊很小。

## 電阻種類
- 碳膜電阻
- 金屬氧化膜電阻
- 精密電阻
- 繞線電阻
- 水泥電阻
- 固定瓷管電阻
- 低感瓷管電阻
- 鋁殼精密電阻
- 光敏电阻：收到光線改變就會跟著改變電阻值的電阻
- 热敏电阻
- 压敏电阻

## 各種不同材料的電阻

### 金属
金属是一群原子以晶格結構形成的晶體，每個原子都擁有一层（或多层）由电子組成的外殼。處於外殼的电子能脫离原子核的吸引力而到处流动，形成一片電子海，使得金属能夠導电。當施加电勢差（即电压）於金屬兩端時，因為感受到电场的影响，這些自由电子會呈加速運動。但是每當自由電子與晶格發生碰撞，其動能會遭受損失，以熱能的形式將能量釋放，所以，電子的平均移動速度是漂移速度，其方向與電場方向相反。由於漂移運動，會產生電流。在现实中，物质的原子排列不可能為完全规则，因此电子在流动途中會被不按規则排列的原子散射，這是电阻的來源。
給予一個具有完美晶格的金屬晶體，移動於這晶體的電子，其運動等價於移動於自由空間、具有有效質量的電子的運動。所以，假設熱運動足夠微小，週期性結構沒有偏差，則這晶體的電阻等於零。但是，真實晶體並不完美，時常會出現晶體缺陷，有些晶格點的原子可能不存在，可能會被雜質侵佔。這樣，晶格的週期性會被擾動，因而電子會被散射。另外，假設溫度大於絕對零度，則處於晶格點的原子會發生熱震動，因而出現熱震動的粒子——聲子——移動於晶體。溫度越高，聲子越多。聲子會與電子發生碰撞，這過程稱為晶格散射（lattice scattering）。主要由於上述兩種散射，自由電子的流動會被阻礙，晶體因此具有有限電阻。

### 半導體和絕緣體
對於金屬，費米能級的位置在導帶區域內，因此金屬內部會出現自由的傳導電子。可是，對於半導體，費米能級的位置在能隙區域內。
本征半導體是未被摻雜的半導體，其費米能級大約為導帶最低值與價帶最高值的平均值。當溫度為絕對零度時，本征半導體內部沒有自由的傳導電子，電阻為無窮大。當溫度開始上升，高於絕對零度時，有些電子可能會獲得能量而進入傳導帶中；假設施加外電場，則這些電子在獲得外電場的能量後，會移動於金屬內部，因而形成電流。
雜質半導體是經過摻雜的半導體。靠著捐贈電子給導帶，或價帶接受空穴，外質半導體內部的雜質原子能夠增加電荷載子的密度，從而減低電阻。高度滲雜的半導體的導電性質類似金屬。在非常高溫度狀況，熱生成電荷載子的貢獻會超過雜質原子的貢獻；隨著溫度的增加，電阻會呈指數遞減。

### 離子液體／電解質
在电解质中，电流是由带电的离子的流动產生，因此液体的电阻很受盐的浓度所影響。譬如蒸餾水是绝缘体，但盐水就是很好的導电体。
在生物体內的细胞膜，离子盐负责电流的传送。细胞膜中的小孔道，稱為離子通道，会选择什么离子可以通过。这直接決定了细胞膜的电阻。

## 非歐姆元件

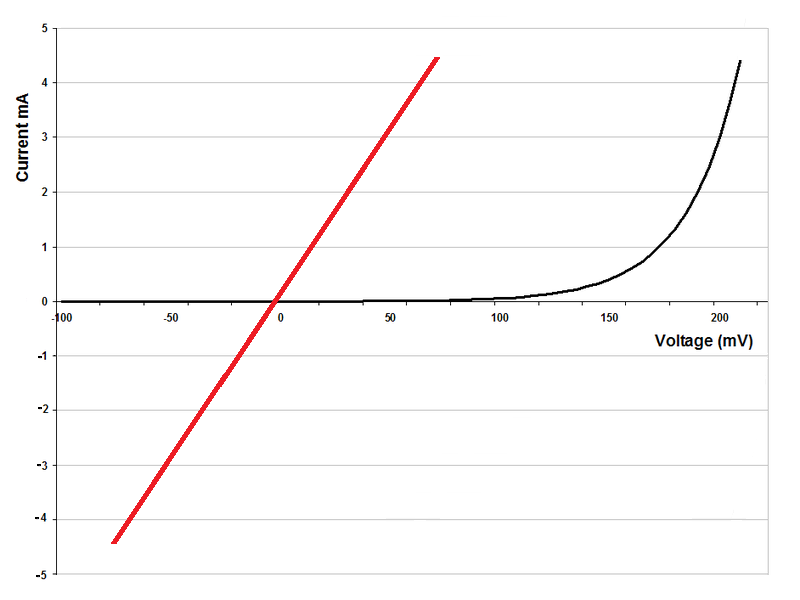
電流對電壓線圖。理想電阻器和PN接面二極體的I-V線分別以紅色和黑色顯示。

有些電路元件不遵守歐姆定律，它們的電壓與電流之間的關係（I-V線）乃非線性關係。PN接面二極體是一個顯明範例。如右圖所示，隨著二極體兩端電壓的遞增，電流並沒有線性遞增。給定外電壓，可以用I-V線來估計電流，而不能用歐姆定律來計算電流，因為電阻會因為電壓的不同而改變。具有這種特性的電阻或元件稱為「非線性電阻」或「非歐姆元件」。
非歐姆元件的常見實例包括二極體、氣體放電燈（螢光燈）、壓敏電阻等。
對於這類元件在特定電壓電流下的電阻量，使用V-I線的斜率（或是I-V曲線斜率的倒數）{\displaystyle {\mathfrak {r}}}，稱為小信號電阻（small-signal resistance）、增量電阻（incremental resistance）或動態電阻（dynamic resistance），定義為
{\displaystyle {\mathfrak {r}}\ {\stackrel {def}{=}}\ {\frac {\mathrm {d} V}{\mathrm {d} I}}}，
此動態的電阻量適用於計算非歐姆元件，動態電阻的單位一樣也是歐姆。

## 溫度對電阻的影響
溫度对不同物质的电阻会有不同的影响。

### 導电体

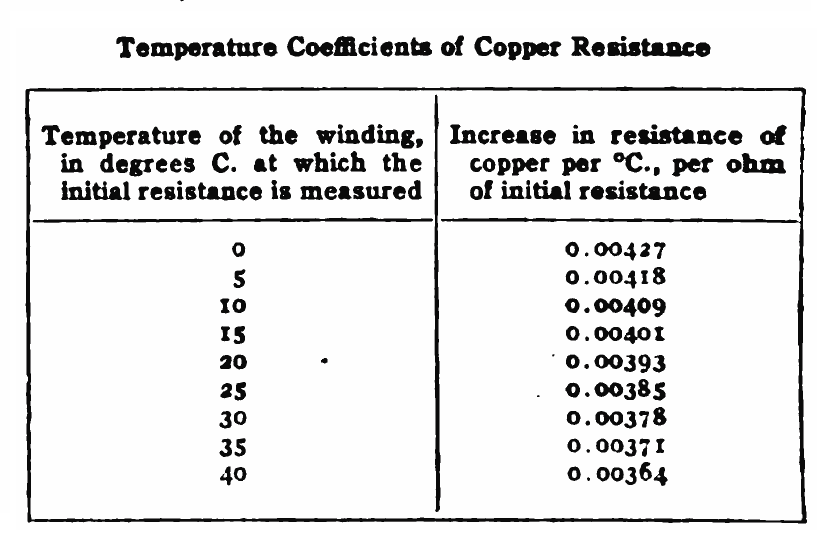
銅金屬在不同溫度狀況的電阻溫度係數。

假設溫度接近室溫，則典型金屬的電阻{\displaystyle R}通常與溫度{\displaystyle T}成正比：
{\displaystyle R=R_{*}[\alpha (T-T_{*})+1]}；
其中，{\displaystyle R_{*}}是典型金屬在參考溫度為{\displaystyle T_{*}}時的參考電阻，{\displaystyle \alpha }是電阻溫度係數。
{\displaystyle \alpha }是電阻變化百分比每單位溫度。每一種物質都有其特定的{\displaystyle \alpha }。實際而言，上述關係式只是近似，真實的物理是非線性的；換句話說，{\displaystyle \alpha }本身會隨著溫度的改變而變化。因此，通常會在{\displaystyle \alpha }字尾添加測量時的溫度。例如，{\displaystyle \alpha _{15}}是在溫度為15 °C時測量的電阻溫度係數；使用{\displaystyle \alpha _{15}}為電阻溫度係數，則參考溫度{\displaystyle T_{*}}為15 °C，參考電阻為金屬在參考溫度為15 °C時的參考電阻，而且上述關係式只適用於計算溫度在15 °C附近的電阻{\displaystyle R} 。
稍加排列，這方程式又可表示為
{\displaystyle \alpha ={\frac {R-R_{*}}{R_{*}(T-T_{*})}}}。
取{\displaystyle R-R_{*}\to 0}的極限，則可得到微分方程式
{\displaystyle \alpha ={\frac {1}{R_{*}}}\left({\frac {\mathrm {d} R}{\mathrm {d} T}}\right)_{*}}。
所以，在溫度為{\displaystyle T_{*}}時，物質的電阻溫度係數是，其電阻對溫度的曲線在溫度為{\displaystyle T_{*}}時的斜率，除以溫度為{\displaystyle T_{*}}時的電阻。
於1860年代，奧古斯土·馬西森想出馬西森定則（Matthiessen's rule）。這定則表明，總電阻率{\displaystyle \rho }可以分為兩個項目：
{\displaystyle \rho =\rho _{d}+\rho _{p}}；
其中，{\displaystyle \rho _{d}}是由於晶體缺陷而產生的電阻率，{\displaystyle \rho _{p}}是由於聲子而產生的電阻率。
{\displaystyle \rho _{d}}與金屬內部的缺陷密度有關，是電阻率對溫度的曲線外推至0K時的電阻率。因此，{\displaystyle \rho _{d}}與溫度無關。{\displaystyle \rho _{p}}等於{\displaystyle \rho -\rho _{d}}。假若缺陷密度不高，則{\displaystyle \rho _{p}}通常與缺陷密度無關。{\displaystyle \rho _{p}}與電子跟聲子的碰撞率有關，而碰撞率與聲子密度成正比。假設溫度高於德拜溫度，則聲子密度與溫度成正比，所以，{\displaystyle \rho _{p}}與溫度成正比：
{\displaystyle \rho _{p}=C_{h}T}、
{\displaystyle \rho =\rho _{d}+C_{h}T}；
其中，{\displaystyle C_{h}}是比例常數。
這方程式等價於前面電阻與溫度的關係方程式。
假設溫度低於德拜溫度，則電阻與溫度的5次方成正比：
{\displaystyle \rho _{p}=C_{l}T^{5}}；
其中，{\displaystyle C_{l}}是比例常數。

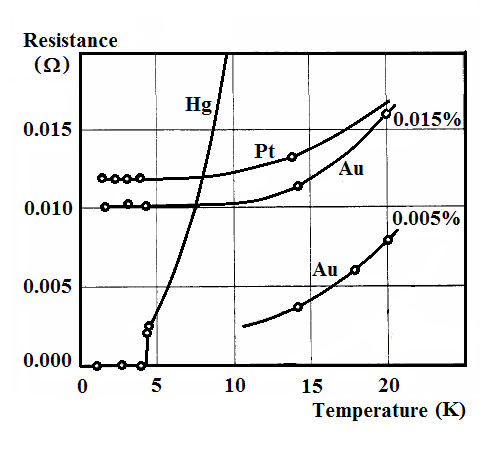
水銀、白金、黃金在不同溫度狀況的電阻。

如右圖所示，當溫度接近絕對溫度時，黃金和白金的電阻趨向於常數；而當溫度小於4.2K時，水銀的電阻突然從0.002歐姆陡降為10−6歐姆，成為超導體。

### 半導体
溫度越高，本征半導體的導電性質越優良，電子會被熱能撞跳至導帶，從而可以自由的移動，也因而留下電洞於價帶，也可以自由的移動於價帶。這電阻行為以方程式表達為
{\displaystyle R=R_{0}e^{-aT}}；
其中，{\displaystyle R_{0}}，{\displaystyle a}是常數。
外質半導體的電阻對於溫度的反應比較複雜。從絕對零度開始，隨著溫度增加，由於載子迅速地離開施主或受主，電阻會急劇降低。當大多數的施主或受主都失去了載子之後，电阻会因載子的遷移率（mobility）下降而隨溫度稍为上升。当溫度升得更高，外質半導體的電阻行為類似本征半導體；施主或受主的載子數量超小於因熱能而產生的載子的數量，於是电阻会再度下降。

### 绝缘体和电解质
绝缘体和电解质的电阻與溫度一般成非線性關係，而且不同物质有不同的變化，故不在此列出概括性的算式。

### 超导体
某些材料在温度接近绝对零度（-273.15°C）或极低的温度时会出现超导现象，目前发现的超导体的最高温度约是203开尔文（-70°C）。

## 應變對電阻的影響
導體的電阻受應變影響而改變。假設施加張力（一種應力的形式，會引起應變，即導體伸長）於導體，則導體沿張力的方向，其長度會增加，相對而言，導體於垂直張力方向的截面面積會減少。這兩種效應共同貢獻，使得受到張力的導體，其電阻會隨之增加。假設施加壓力，則由於壓縮（方向相反的應變：導體縮短，截面面積增加），導體應變部分的電阻會減少。應用這效應，應變片（strain gauge）可以測量物體的應變與所受張力。

## 參看
- 電測量（electrical measurements）
- 熱阻
- 薄膜電阻
- 量子霍爾效應，一種新的電阻測量標準。
- 近藤效應
- 四端点测量技术

| 導抗 | 導抗      | 導抗      | 導抗      | 導抗        |
|      | 實數      | 虛數      | 複數      | 單位        |
| ---- | --------- | --------- | --------- | ----------- |
| 導性 | 電導（G） | 電納（B） | 導納（Y） | 西門子（S） |
| 抗性 | 电阻（R） | 電抗（X） | 阻抗（Z） | 歐姆（Ω）   |

## 外部連結
- 克萊門森大學車輛電子實驗室網頁：電阻計算機（英文）